# Прве библиотеке у Нишу
Прве библиотеке у Нишу настале су у другој половини 19. века, прво у приватним кућама и Турским џамијама, у периоду владавине Турака, а потом након ослобођења Ниша од Османлијске власти, у приватној кући, на иницијативу групе професора Прве нишке гимназије, 1879. године.
Прву библиотеку у Нишу основао је у Бали-беговој џамија у Нишкој тврђави, велики везир Турске, Мидхат-паша, Библиотека је радила, са прекидом од три године, радила у периоду од 1861—1877. године, тј до ослобођења Ниша од Османлија
Прва јавна библиотека са читаоницом, које су служиле и грађанима, у ослобођеном Нишу, основана је 1879. године, на иницијативу групе професора Прве нишке гимназије, у згради гимназије. Ова библиотека сматра се претечом данашње нишке јавне Народне библиотеке „Стевана Сремац“, па се година њеног оснивања сматра и годином оснивања нишке Народне библиотеке. Као година оснивања Ми вала библиотеку и читаоницу, које су служиле и грађанима, те се ова година сматра годином оснивања нишке Народне библиотеке.

## Предуслови за настанак библиотека у Нишу
Писменост за време турске владавине код Срба била је врло ограничена, и то на мали број и проценат становништва одређених друштвених група (властела, свештенство). Самим тим образовање је било оскудно и незнатно, односно и оно, као појам, сводило се искључиво на писменост. Такође, црква је била стециште свих оних који су тежили писмености, и заједно са манастирима прва и једина школа у којој се учило читање и писање.
Током Првог српског устанка, осим цркве, потребу за неком врстом образовања почиње да има и државна управа, односно власт која оформљује прве и основне институције друштва. То је приморало Османлијску власт да све више у Нишком пашалуку уважава права Срба на њихово образовање.
Према подаци из архивских докумената познато је, да су у 19. веку у поробљеној Србији деца учила по џамијама код турских хоџа. Међутим, с обзиром да је Ниш, у то време био седиште санџака, у којем су, поред неколико хиљада војника и официра, радили и бројни чиновници - од образовних суатанова постојале су модерна средња школа „Руждија“ (нижа гимназија) и библиотека, па је, сасвим логично, морало бити и више основних школа од којих су се многе налазиле унутар ѕидина ниђке тврђави где се налазио центар културног и јавног османлијског друштва.
Поред развоја образовних потреба и јачања трговине у Османлијском царству, и на Балкану, на простор Нишког пашалука с почетка 19. века, деловали су и утицаји из суседних словенских покрајина, а пре свега, од турске власти ослобођена, Кнежевине Србије, својом просветом и својом политиком.
Истовремено је и централна Османлијска власт прокламовала својим законима; (Хатишерифом (1839) и Хатихумајуном (1856) ) толерантније односе, у погледу просветних иницијатива за муслиманско и хришћанско становништво. Међутим ти последњи напори Османлијске власти, нису значајније допринели да Нишки пашалук изађе из заосталости.
Иако је период, пред распад Османлијског царства, имао релативни просветни успон, гледано у тадашњим приликама, и даље је Нишки пашалук био веома заостао просветно и културно, са око 97% неписменог становништва.
Велике заслуге за убрзаније описмењавање нишлија поред владике Венедикта и владике Калиника имао је и контровезни Мидхад-паша који је шездесетих година 19. века наредио да су у Нишу оснује библиотека, изгради српска основна школа на два спрата за 300 ученика, код Саборне цркве, чију је изградњу лично помогао и сам паша са 2.000 гроша и Ислахана (јавна радионица) у којој су примана муслиманска и хришћанска деца да стекну основно образовање и науче неки занат (терзијски, обућарски, кожарски, ћилимарски).
Иако су у овим школама као предавачи доминирали српски учитељи Мидхад-паша је наредио да хришћанска деца обавезно уче турски језик. Учитељ је био Ибрахим Наџет-ефендија. Зато су грађани Ниша, у бројним написима осуђивали политику Мидхад-паше, који иако се представљао правичним управником, у суштини вршио иста насиља као и његови претходници.
Поред отварања школа, и оснивање прве библиотеке у историји Ниша, утицало је на даље ширење писмености у Нишком пашалуку и представљало одређени прогрес, без обзира чиме је оно било мотивисано.

## Библиотеке у Нишу за време владавине Османлија у 19. веку
У 19. веку, у Нишу, нису живели само Срби и Турци. Било је припадника још десетак других народа, тако да су се јављали различити начин школовања деце других народа који су живели на тим просторима. Пре свих, Грка, нишких Јевреја и, свакако, политички доминантних - муслимана, и сви су исказивали потребу за књигама на сопственом језику.
Осим што се у Нишу налазило седиште турске власти за тај крај, Ниш је такође представљао и исламско средиште. Управљање градом и читавом облашћу, било је поверавано углавном досељеницима турског порекла. Богатији досељеници су градили верске, просветне, културне и добротворне установе. Наравно, те установе су важиле за читаво становништво, без обзира на религију или национално порекло. Будући да се економски и привредни живот (занати и трговина) одвијао само међу муслиманима, та околност је допринела не само да се ислам почне ширити и међу хришћане, већ и да се у џамији оснује прва јавна библиотека у Нишу.

### Библиотеке у нишким кућама џамијама и црквама
Како је међу грађанима Ниша расла писменост, али и стандард појединих породица и људи, који су, до средине 19. века, готово сав иметак давали за харач, створен је вишак новца који је, и поред тога што су књиге у то време биле скупе, одлазио за њихову набавку.
Хришћани који су успели да, си поред великог харача, створе себи капитал, улазили су у неку врсту економских сталежа са муслиманима: хаџије, чорбаџије, еснафлије, занатлије, трговци и чивчије. Сиромашнији део становништва називан је у граду фукара, или једноставно сиротиња. У таквом раслојеном и виђенијем сталежу, поседовати барем малу кућну библиотеку, све више је било и питање престижа за сваку имућни породицу у Нишу. Они су све више куповали књиге, и у „гостинским“ собама, градили посебна удубљења у зиду „долапе“, у којима су порд постељина, ћилими и гардероба, већ 60-их година 19. века, чували и књиге.
По броју књига, нарочито се истицала библиотека учитеља Димитрија Ђорђевића, коју је он, као и своје наслеђе, непрестано обогаћивао. 
Наравно, у Нишу су постојале и турске али и црквене библиотеке у православним, јеврејским и другим храмовима. Неке мање су се налазиле и по кућама турака, јевреја, цинцара, а нешто веће у џамијама и текијама, ислаханама у којима су заправо радиле и турске основене школе.

### Библиотека у Бали-беговој џамији
Прву библиотеку, познату као Мидхат-пашина библиотека, у првом смислу значења те речи, у поробљеном Нишу,основао је у Бали-беговој џамија у тврђави, велики везир Турске, Мидхат-паша по преузимању дужности паша у Нишком пашалуку, између 1860. и 1864. године.
Када је Мидхат-паша, по потреби службе премештен из Ниша, библиотеку је нова Турска власт врло брзо запустила. Међутим, донацијом нишког валије, Абдурахман-паше (1867/68—1872/73), у износу од 15.000 гроша, библиотека је обновљена и свечано поново отворена јануара 1868. године. Абдурахман-паша је очито био особа која је умела да мотивише богате Турке из Ниша да обнове и обогаћују књижевни фонда јер је се из познатих извора зна да су турски чиновници, учитељи, официри, трговци, занатлије и земљопоседници дали велике прилоге. Овим прилозима купљене су књиге из разних научних области, али и два прецизна часовника за мувекит (читаоницу) која се такође налазила у библиотеци.
Читаоци нису могли да износе књиге ван библиотеке, али је зато библиотека била отворена и увече, а зими су просторије адекватно грејане. Библиотека је радила све до ослобођења Ниша од турака 1877. године.
Са спољашње стране, на северозападном зиду џамије, налази се улаз и двокуполни трем са четири лука и три стуба. Десно од улаза налазио се минарет и библиотека, који су порушени после ослобођења од Османлија, и никада више нису обнављани. Уз северни зид џамије делимично су видљиви су археолошки остаци Мидхат-пашине библиотеке и минарета.

## Библиотеке у Нишу након ослобођења Србије од Османлијске власти
Након ослобођења Ниша од турака 1877. године, у Нишу и широј околине требало је решити низ проблема, какао би се што пре ликвидирало наслеђе заостало из турског периода и што пре у граду успоставио корак са савременим буржоаским токовима у Србији и Европи с краја 19. века. Убрзани развој занатства, саобраћаја, здравства, привреде, државне адменистрације и комуникација у државној управи у Нишу, као другом по значају граду у Кнежевини Србији, тражио је све већи број писменијих људи са много више општих и стручних знања.
По попису који је извршен након ослобођења Ниша од Турака видимо да је у овом граду 1878. године живело 1.915 писмених мушкараца и 73 писмене жене.
Велики број неписмених и нешколованих радника, шегрта, калфи и неписмених сељака у селима око Ниша, није могао да обезбеди привредни и културни напредак овом граду и Кнежевини Србији. За развој производних снага, материјално богатство, културу и просвету као и ширу надградњу друштва наметала се потреба да се у гарду Нишу што пре оснују нове основне, стручне и друге ниже више и средње школе, али и библиотеке.
Гимназија као најпопуларнија и најкомплетнија средња школа, у Нишу била је предодређена да да најбоље образовање. Као таква избила је у први план и постала прва средња школа и „бастион културе“ у тек ослобођеном Нишу, у којој је на иницијативу њених професора основана прва јавна читаоница а потом и библиотека.
Наиме великом заслугом и великим залагањем (првог деловођа читаонице) професор Стеван Сремац, у Нишу је 1879. године, основана је прва читаоница за грађане. Иако је на почетку рада читаонице, број читалаца (чланова) био мали, из године у годину, са порастом броја писмених у Нишу, интересовање читалаца је све више расло. Тако је читаоница 1880. имала 107 чланова. Читаоница је поред бројних домаћих часописа поседовала и бројне иностране публикације: руске (3), турске (1), немачке и француске (8)... 22 домаћа и страна листа и часописа.
Професори Гимназије Стеван Сремац године 1894. године покренули су оснивање Прве нишке градске библиотеке уз свесрдну помоћ епископа нишког Јероним Јовановић, који је својим тестаментом, од 13. маја 1894. године, за потребе библиотеке завештао, своју кућу и своју библиотеку од 378 књига и преко 600 свезака. У знак захвалности, нишки библиотекари су изнад његове гробнице на јужном зиду Саборне цркве у Нишу, поставили спомен плочу од шареног црвенкастог мермера, на којој је писало: 
| „ | „Епископ нишки Јероним (1823—1894) Просветном добротвору за вечни помен. Благодарна његова Задужбина Народна библиотека у Нишу.” | ” |

После дугог судског процеса, библиотека је свечано отворена 19. септембра 1904. године. Библиотека је 1906. године добила још једну значајну донацију. Након изненадне смрти Стевана Сремца, његов брат Јован Сремац поклонио је целокупну пишчеву личну библиотеку нишкој Народној библиотеци.
Од свог отварања до краја Другог светског рата Библиотека је била под патронатом Гимназије. Директор Гимназије уједно је био и старатељ Библиотеке, а као библиотекари радили су гимназијски професори.